# Collegio di Kingston and Surbiton
Kingston and Surbiton è un collegio elettorale situato nella Grande Londra, e rappresentato alla Camera dei comuni del Parlamento del Regno Unito. Elegge un membro del parlamento con il sistema first-past-the-post, ossia maggioritario a turno unico; l'attuale parlamentare è Ed Davey dei Liberal Democratici, che rappresenta il collegio dal 2017.

## Estensione
- 1997–2010: i ward del Royal Borough of Kingston upon Thames di Berrylands, Burlington, Chessington North, Chessington South, Grove, Hook, Malden Manor, Norbiton Park, Norbiton, St James, St Mark's, Surbiton Hill, Tolworth East, Tolworth South e Tolworth West.
- 2010-2024: come sopra, meno Burlington e con in più Beverley — e i ward confinanti di Tolworth e Hook, che erano stati ridenominati Alexandra, Tolworth and Hook Rise, Chessington North e Hook.
- dal 2024: i ward del Royal Borough of Kingston upon Thames di Alexandra; Berrylands; Chessington South and Malden Rushett; Coombe Vale; Green Lane and St James; Hook and Chessington North; King George's and Sunray; Kingston Town; New Malden Village; Norbiton; St Mark's and Seething Wells; Surbiton Hill; Tolworth e una piccola parte di Old Malden.

Il collegio copre parte del borgo londinese di Kingston upon Thames, e comprende le città di Surbiton, Chessington, New Malden, Tolworth e la parte meridionale di Kingston. La parte restante del borgo, che copre la parte settentrionale di Kingston, è compresa dal 1997 all'interno del collegio di Richmond Park.

## Membri del parlamento
| Elezione | Elezione | Deputato    | Partito             |
| -------- | -------- | ----------- | ------------------- |
|          | 1997     | Ed Davey    | Liberal Democratici |
|          | 2015     | James Berry | Conservatore        |
|          | 2017     | Ed Davey    | Liberal Democratici |

## Elezioni

### Elezioni negli anni 2020
| Partito                    | Partito                              | Candidato                  | Risultati 4 luglio 2024 | Risultati 4 luglio 2024 |
| Partito                    | Partito                              | Candidato                  | Voti                    | %                       |
| -------------------------- | ------------------------------------ | -------------------------- | ----------------------- | ----------------------- |
|                            | Lib Dem                              | Ed Davey                   | 25 870                  | 51,06                   |
|                            | Conservatore                         | Helen Edward               | 8 635                   | 17,04                   |
|                            | Laburista                            | Eunice O'Dame              | 6 561                   | 12,95                   |
|                            | Reform UK                            | Mark Fox                   | 4 787                   | 9,45                    |
|                            | Verdi                                | Debojyoti Das              | 3 009                   | 5,94                    |
|                            | KIRG                                 | Yvonne Tracey              | 1 177                   | 2,32                    |
|                            | Workers                              | Ali Abdulla                | 395                     | 0,78                    |
|                            | Monster Raving Loony                 | A.Gent Chinners            | 230                     | 0,45                    |
|                            |                                      |                            |                         |                         |
| Iscritti                   | Iscritti                             | Iscritti                   | 77 340                  | 100,00                  |
| ↳ Votanti (% su iscritti)  | ↳ Votanti (% su iscritti)            | ↳ Votanti (% su iscritti)  | 50 664                  | 65,51                   |
| ↳ Astenuti (% su iscritti) | ↳ Astenuti (% su iscritti)           | ↳ Astenuti (% su iscritti) | 26 676                  | 34,49                   |
|                            |                                      |                            |                         |                         |
|                            | Esito: collegio confermato a Lib Dem |                            |                         |                         |

### Elezioni negli anni 2010
| Partito                    | Partito                              | Candidato                  | Risultati 12 dicembre 2019 | Risultati 12 dicembre 2019 |
| Partito                    | Partito                              | Candidato                  | Voti                       | %                          |
| -------------------------- | ------------------------------------ | -------------------------- | -------------------------- | -------------------------- |
|                            | Lib Dem                              | Ed Davey                   | 31 103                     | 51,12                      |
|                            | Conservatore                         | Aphra Brandreth            | 20 614                     | 33,88                      |
|                            | Laburista                            | Leanne Werner              | 6 528                      | 10,73                      |
|                            | Verdi                                | Sharron Sumner             | 1 038                      | 1,71                       |
|                            | Brexit                               | Scott Holman               | 788                        | 1,30                       |
|                            | Indipendente                         | James Giles                | 458                        | 0,75                       |
|                            | Monster Raving Loony                 | Chinners Chinnery          | 193                        | 0,32                       |
|                            | UKIP                                 | Roger Glencross            | 124                        | 0,20                       |
|                            |                                      |                            |                            |                            |
| Iscritti                   | Iscritti                             | Iscritti                   | 81 975                     | 100,00                     |
| ↳ Votanti (% su iscritti)  | ↳ Votanti (% su iscritti)            | ↳ Votanti (% su iscritti)  | 60 846                     | 74,23                      |
| ↳ Astenuti (% su iscritti) | ↳ Astenuti (% su iscritti)           | ↳ Astenuti (% su iscritti) | 21 129                     | 25,77                      |
|                            |                                      |                            |                            |                            |
|                            | Esito: collegio confermato a Lib Dem |                            |                            |                            |

| Partito                    | Partito                                         | Candidato                  | Risultati 8 giugno 2017 | Risultati 8 giugno 2017 |
| Partito                    | Partito                                         | Candidato                  | Voti                    | %                       |
| -------------------------- | ----------------------------------------------- | -------------------------- | ----------------------- | ----------------------- |
|                            | Lib Dem                                         | Ed Davey                   | 27 810                  | 44,73                   |
|                            | Conservatore                                    | James Berry                | 23 686                  | 38,09                   |
|                            | Laburista                                       | Laurie South               | 9 203                   | 14,80                   |
|                            | UKIP                                            | Graham Matthews            | 675                     | 1,09                    |
|                            | Verdi                                           | Chris Walker               | 536                     | 0,86                    |
|                            | Monster Raving Loony                            | Chinners                   | 168                     | 0,27                    |
|                            | Indipendente                                    | Michael Basman             | 100                     | 0,16                    |
|                            |                                                 |                            |                         |                         |
| Iscritti                   | Iscritti                                        | Iscritti                   | 81 588                  | 100,00                  |
| ↳ Votanti (% su iscritti)  | ↳ Votanti (% su iscritti)                       | ↳ Votanti (% su iscritti)  | 62 178                  | 76,21                   |
| ↳ Astenuti (% su iscritti) | ↳ Astenuti (% su iscritti)                      | ↳ Astenuti (% su iscritti) | 19 410                  | 23,79                   |
|                            |                                                 |                            |                         |                         |
|                            | Esito: collegio passa da Conservatore a Lib Dem |                            |                         |                         |

| Partito                    | Partito                                         | Candidato                  | Risultati 7 maggio 2015 | Risultati 7 maggio 2015 |
| Partito                    | Partito                                         | Candidato                  | Voti                    | %                       |
| -------------------------- | ----------------------------------------------- | -------------------------- | ----------------------- | ----------------------- |
|                            | Conservatore                                    | James Berry                | 23 249                  | 39,24                   |
|                            | Lib Dem                                         | Ed Davey                   | 20 415                  | 34,45                   |
|                            | Laburista                                       | Lee Godfrey                | 8 574                   | 14,47                   |
|                            | UKIP                                            | Ben Roberts                | 4 321                   | 7,29                    |
|                            | Verdi                                           | Clare Keogh                | 2 322                   | 3,92                    |
|                            | Cristiano                                       | Daniel Gill                | 198                     | 0,33                    |
|                            | TUSC                                            | Laurel Fogarty             | 174                     | 0,29                    |
|                            |                                                 |                            |                         |                         |
| Iscritti                   | Iscritti                                        | Iscritti                   | 81 238                  | 100,00                  |
| ↳ Votanti (% su iscritti)  | ↳ Votanti (% su iscritti)                       | ↳ Votanti (% su iscritti)  | 59 253                  | 72,94                   |
| ↳ Astenuti (% su iscritti) | ↳ Astenuti (% su iscritti)                      | ↳ Astenuti (% su iscritti) | 21 985                  | 27,06                   |
|                            |                                                 |                            |                         |                         |
|                            | Esito: collegio passa da Lib Dem a Conservatore |                            |                         |                         |

| Partito                    | Partito                              | Candidato                  | Risultati 6 maggio 2010 | Risultati 6 maggio 2010 |
| Partito                    | Partito                              | Candidato                  | Voti                    | %                       |
| -------------------------- | ------------------------------------ | -------------------------- | ----------------------- | ----------------------- |
|                            | Lib Dem                              | Ed Davey                   | 28 428                  | 49,78                   |
|                            | Conservatore                         | Helen Whately              | 20 868                  | 36,54                   |
|                            | Laburista                            | Max Freedman               | 5 337                   | 9,34                    |
|                            | UKIP                                 | Jonathan Greensted         | 1 450                   | 2,54                    |
|                            | Verdi                                | Chris Walker               | 555                     | 0,97                    |
|                            | Monster Raving Loony                 | Monkey The Drummer         | 247                     | 0,43                    |
|                            | Cristiano                            | Tony May                   | 226                     | 0,40                    |
|                            |                                      |                            |                         |                         |
| Iscritti                   | Iscritti                             | Iscritti                   | 81 115                  | 100,00                  |
| ↳ Votanti (% su iscritti)  | ↳ Votanti (% su iscritti)            | ↳ Votanti (% su iscritti)  | 57 111                  | 70,41                   |
| ↳ Astenuti (% su iscritti) | ↳ Astenuti (% su iscritti)           | ↳ Astenuti (% su iscritti) | 24 004                  | 29,59                   |
|                            |                                      |                            |                         |                         |
|                            | Esito: collegio confermato a Lib Dem |                            |                         |                         |

### Elezioni negli anni 2000
| Partito                    | Partito                              | Candidato                  | Risultati 5 maggio 2005 | Risultati 5 maggio 2005 |
| Partito                    | Partito                              | Candidato                  | Voti                    | %                       |
| -------------------------- | ------------------------------------ | -------------------------- | ----------------------- | ----------------------- |
|                            | Lib Dem                              | Ed Davey                   | 25 397                  | 51,05                   |
|                            | Conservatore                         | Kevin Davis                | 16 431                  | 33,03                   |
|                            | Laburista                            | Nick Parrott               | 6 553                   | 13,17                   |
|                            | UKIP                                 | Barry Thornton             | 657                     | 1,32                    |
|                            | Laburista Socialista                 | John Hayball               | 366                     | 0,74                    |
|                            | Veritas                              | David Henson               | 200                     | 0,40                    |
|                            | Rainbow Dream Ticket                 | George Weiss               | 146                     | 0,29                    |
|                            |                                      |                            |                         |                         |
| Iscritti                   | Iscritti                             | Iscritti                   | 72 658                  | 100,00                  |
| ↳ Votanti (% su iscritti)  | ↳ Votanti (% su iscritti)            | ↳ Votanti (% su iscritti)  | 49 750                  | 68,47                   |
| ↳ Astenuti (% su iscritti) | ↳ Astenuti (% su iscritti)           | ↳ Astenuti (% su iscritti) | 22 908                  | 31,53                   |
|                            |                                      |                            |                         |                         |
|                            | Esito: collegio confermato a Lib Dem |                            |                         |                         |

| Partito                    | Partito                              | Candidato                  | Risultati 7 giugno 2001 | Risultati 7 giugno 2001 |
| Partito                    | Partito                              | Candidato                  | Voti                    | %                       |
| -------------------------- | ------------------------------------ | -------------------------- | ----------------------- | ----------------------- |
|                            | Lib Dem                              | Ed Davey                   | 29 542                  | 60,18                   |
|                            | Conservatore                         | David Shaw                 | 13 866                  | 28,24                   |
|                            | Laburista                            | Philip Woodford            | 4 302                   | 8,76                    |
|                            | Verdi                                | Christopher Spruce         | 572                     | 1,17                    |
|                            | UKIP                                 | Patricia Burns             | 438                     | 0,89                    |
|                            | Laburista Socialista                 | John Hayball               | 319                     | 0,65                    |
|                            | Unrepresented People's Party         | Jeremy Middleton           | 54                      | 0,11                    |
|                            |                                      |                            |                         |                         |
| Iscritti                   | Iscritti                             | Iscritti                   | 72 687                  | 100,00                  |
| ↳ Votanti (% su iscritti)  | ↳ Votanti (% su iscritti)            | ↳ Votanti (% su iscritti)  | 49 093                  | 67,54                   |
| ↳ Astenuti (% su iscritti) | ↳ Astenuti (% su iscritti)           | ↳ Astenuti (% su iscritti) | 23 594                  | 32,46                   |
|                            |                                      |                            |                         |                         |
|                            | Esito: collegio confermato a Lib Dem |                            |                         |                         |

## Risultati dei referendum

### Referendum sulla permanenza del Regno Unito nell'Unione europea del 2016
|             | Collegio              | Lasciare UE % | Rimanere in UE % |
| ----------- | --------------------- | ------------- | ---------------- |
|             | Kingston and Surbiton | 41,5%         | 58,5%            |
|             | Inghilterra           | 53,3%         | 46,7%            |
| Regno Unito | 51,9%                 | 48,1%         |                  |